# هنري أوين
هنري أوين (بالإنجليزية: Henry Owen)‏ (و. 1716 – 1795 م) هو رياضياتي ويلزي، كان عضوًا في الجمعية الملكية، توفي في إدمونتون، عن عمر يناهز 79 عاماً.

## التعليم
تعلم في كلية يسوع (أكسفورد).

## جوائز
حصل على جوائز منها:
- زمالة الجمعية الملكية